# Léonard Mulamba
Léonard Mulamba (1928 – 12 de agosto de 1986)  foi um líder militar e político da República Democrática do Congo.
Mulamba foi Chefe de Estado Maior do Exército Nacional Congolês (ANC) de outubro de 1964, até ser nomeado primeiro-ministro após o golpe de Estado liderado por Joseph-Désiré Mobutu de 25 de novembro de 1965. 

## Biografia
Nascido na região de Cassai em 1930, Mulamba se juntou a gendarmaria colonial conhecida como Força Pública em 1949. Ele foi promovido ao posto de sargento em 1960 e depois da independência rapidamente se tornou um oficial. Comandou o IX batalhão de gendarmes em Kananga em 1960.
Em 1962 foi designado para comandar o terceiro Grupamento do Exército Nacional Congolês em Quissangane. Ele ganhou fama internacional pela defesa de Bucavu e por conduzir uma das batalhas mais decisivas da revolução do nordeste em 1964, a Rebelião Simba de 1964. Quando Quissangane foi recapturada pelas forças rebeldes em 1964, foi nomeado governador militar de toda a região noroeste. Mulamba manteve certa de popularidade com as tropas sob seu comando.
Mulamba foi removido do cargo de primeiro-ministro por Mobutu em 26 de outubro de 1966 após pressão do alto comando do exército. The Historical Dictionary of the DRC escreve que "Mobutu demitiu Mulumba e aboliu o cargo em 26 de outubro de 1966 ao citar a atitude negligente de Mulumba pelo motim do Regimento de Baca em Quissangane."  Depois de sua destituição, Mobutu tornou-se chefe de governo, bem como chefe de Estado.
Mais tarde, foi o embaixador do Zaire na Índia (1967–1969), no Japão (1969–1976) e no Brasil (1976–1979).